# UNCHI
UNCHI株式会社（ウンチ）は、大阪府大阪市淀川区西中島に本社を置く日本の外食事業者である。「人類みな麺類」「くそオヤジ最後のひとふり」「世界一暇なラーメン屋」など、ラーメン店を主体とした飲食店を国内外で運営し、「ラーメン大戦争」などをFC展開する。社名は「最初から最後まで責任を負いたい」という考えから名付けられた。

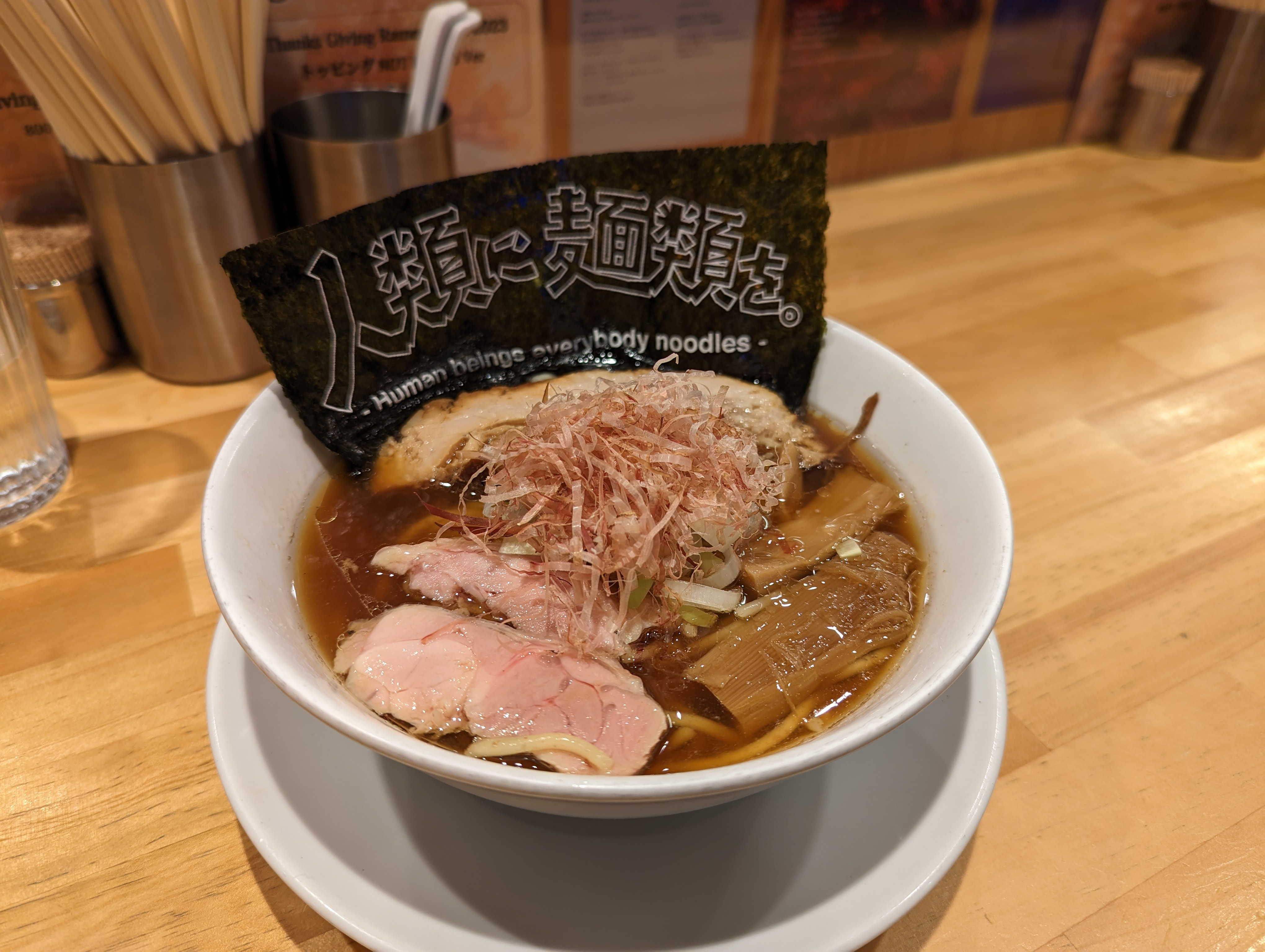
人類みな麺類のスローガンが刻まれた海苔がトッピングされた2022-2023年越し限定ラーメン

UNCHIのラーメンは甘みのある醤油が基本的だが、それぞれのブランドごとに特徴的なラーメンを提供している。

## ブランド
- 人類みな麺類 - 醤油ラーメンに極厚とろとろチャーシューや極太メンマが乗っていることが特徴で、UNCHI株式会社で最も歴史と行列の長い店舗とされる。
- くそオヤジ最後のひとふり - しじみ、あさり、ハマグリの貝出汁＆醤油のスープとレアチャーシューが特徴。ローソンとタイアップした際はカップ麺とおにぎりを出した[1]。FC展開をしている。
- 世界一暇なラーメン屋 - 略称は「セカヒマ」。麺が見えなくなるほどの大判チャーシューと穂先メンマが乗っている魚介系醤油ラーメンとまぜそばの「KANKO DORI」がある。「人類みな麺類」「くそオヤジ最後のひとふり」「世界一暇なラーメン屋」が「UNCHI3兄弟」とされ、セカヒマは末っ子。
- TAKAHIRO RAMEN - 豚骨ラーメンを提供。大阪城公園にあった本店は休業しており、現在は「TAKAHIRO RAMEN×Far Yeast Osaka」としてFC醤油ラーメンブランドとして生まれ変わっている。
- 担担麺の掟を破る者 - 魚介出汁をベースにした「和」の担々麺が特徴[2]。都島にあった本店は閉店しており、現在はFC店舗のみ。
- 名もなきラーメン - 現在はFC店舗のみ。
- ラーメン大戦争 - 最大5枚のレアチャーシューが特徴。宗右衛門町にあった本店は閉店しており、現在はFC店舗のみ。
- 坂本龍馬が愛したラーメン食堂 - FCブランド。高知県の食材を活かすことをテーマとしている。
- くそオヤジJr. - 「くそオヤジ最後のひとふり」をベースとした貝出汁つけ麺専門ブランド。現在、単独の店舗としては存在していない(「くそオヤジ最後のひとふり」の間借り営業のみ)。
- 人類みなまぜそば - まぜそば専門ブランド。UNCHIでは世界一暇なラーメン屋以来のまぜそばを提供するブランドであり、まぜそば専門店としては初。現在は直営店のみだが、FC展開予定。
- 人類みなキッチンCar - 電子レンジ調理のキッチンカースタイルでラーメンを提供。FC展開をしている。
- 人類みな飯類
- 麦酒と肉汁
- 人類みなCafe
- じんめん − ラーメンをFC展開。直営店の「Cafe & Ramen JINMEN」ではコーヒーも提供。
- 人類みな饂飩酒場 - うどんブランド。現在は休業中。
- 人類みなジンギスカン - ラム肉の焼肉ブランド。
- 人類みなカレー - カレーブランド。現在は休業中。
- 人類みなトンカツ - トンカツブランド。
- 蛸らぁめん研究所- 蛸ラーメン専門店。

## 店舗

### 直営店舗
- 人類みな麺類 - 南方駅から徒歩0分。
- 人類みな麺類 東京本店 - 代官山駅が最寄り駅で、2020年7月にグランドオープン。既存の「人類みな麺類」とは価格などの設定が異なり、チャーシューの注文を2枚まで受け付ける。
- くそオヤジ最後のひとふり(十三本店)（2013年4月 - 18年10月 18年12月-[3]） - 十三駅が最寄り駅。店舗拡張のため元店舗から徒歩0分の所へ移転した。
- 世界一暇なラーメン屋 - 略称は「セカヒマ」で、中之島ダイビル内にあり渡辺橋駅が最寄り駅。
- 人類みなまぜそば -  南方駅から徒歩0分。
- 人類みなキッチンCar - 中崎町駅が最寄り駅。
- 人類みな飯類 - 社長の母校大阪学院大学にある学生食堂で、学生以外も利用可能。
- 麦酒と肉汁 - 完全予約制の焼肉店。
- 人類みなCafe - 大阪学院大学高校にあり、一般開放はしていない。
- Cafe & Ramen JINMEN - グランフロント大阪にあり、コーヒーとラーメンを提供している。

### FC店舗
- ラーメン大戦争 - 計10店舗(内近畿6，関東3，四国1)
- くそオヤジ最後のひとふり - 計５店舗(内近畿4,四国1)
- 担担麺の掟を破る者 - 2021年12月7日にグランフロント大阪でグランドオープン。
- 坂本龍馬が愛したラーメン食堂 - 「おともや」とのコラボ。

## CHICCO
この項では、子会社の有限会社CHICCOについて解説する。
有限会社CHICCO（ゆうげんがいしゃシッコ）は、大阪府大阪市淀川区木川東に本社を置く日本の外食事業者で、「CHICCOバル」を2店舗運営する。月額10,000円（税込）で、クラフトビールを原価で提供する。

## Re: Warm Heart
この項では、子会社のRe: Warm Heart株式会社について解説する。
Re: Warm Heart株式会社（リウォームハートかぶしきがいしゃ）は、ラーメン店を運営する日本の外食事業者である。
株式会社Warm Heartの代表井川真宏が亡くなり、自己破産したものをUNCHIが買収。井川の死により失われたレシピを井川門下生らとの協力で再現し、「らーめんstyle JUNK STORY」を運営する。

## 沿革
- 2012年4月12日 - 創業。
- 2019年11月 - 「ラーメン大戦争」のFC展開を開始。
- 2021年6月・7月 - 「塩元帥」と期間限定でコラボし、「人類みな元帥」キャンペーンを実施。

## 閉店・長期休業・期間限定店舗

### 直営店舗
- 名もなきラーメン[5]（移転準備中[6]）
- ラーメン大戦争 道頓堀店 - FC展開しており、旭川店もあった[7]。
- TAKAHIRO RAMEN - 最寄り駅は大阪城公園駅で、UNCHI唯一の豚骨ラーメンが特徴で、2020年7月11日からメニューリニューアルのために休業中。
- 担々麺の掟を破る者（担担麺 Japanese Original Tang-Tangが2019年2月に新装開店した店舗である。） - 最寄り駅は都島駅で、毎月1日と15日はひき肉祭りとしてひき肉を増量する。
- 人類みな麺類Red 赤坂店 - 最寄り駅は赤坂駅で、「人類みな麺類 colorboration」で構想されていたものの最後まで実現しなかった「人類みな麺類　Red」を東京で実現した。元の構想通り担々麺の人類みな麺類風アレンジのほか、通常の人類みな麺類のラーメンも提供した。「夢を語れ」と協業した店舗「人類みな夢を乗せて」へリニューアルするため閉店。
- 麦酒と肉汁2nd - 麦酒と肉汁の2号店である。
- 麦酒と肉汁CAMP - 麦酒と肉汁の3号店である。
- 人類みな麺類 colorboration[8] - 「くそオヤジ最後のひとふり」が「人類みな麺類Blue」として営業するなど、各店舗それぞれのラーメンがチャーシューやメンマなどを人類みな麺類仕様にして提供。この間、通常店舗仕様のラーメンと一部のメニューはしない。
- 世界一暇なまぜそば屋 - 2023年7月10日より3ヶ月限定でオープン。セカヒマの「KANKO DORI」をベースに「Yellow John」など4種類のまぜそばを提供。
- Journey of The Taste. - 人類みな麺類 2023年・夏 - 船場吉兆の次男による「湯木」や元AV女優の上原亜衣などと「醤油辞めます」のスローガンの下にコラボ。しかしスローガンとは裏腹に、醤油を使ったラーメンもコラボとして提供している。
- 人類みな麺類 JR名古屋駅・幻の１番線　使用停止中の名古屋駅1番線ホーム上に2023年11月11日より約6ヶ月の期間限定で出店[9]。

### FC店舗
- ラーメン大戦争 旭川店